# 北般若の毘沙門スギ

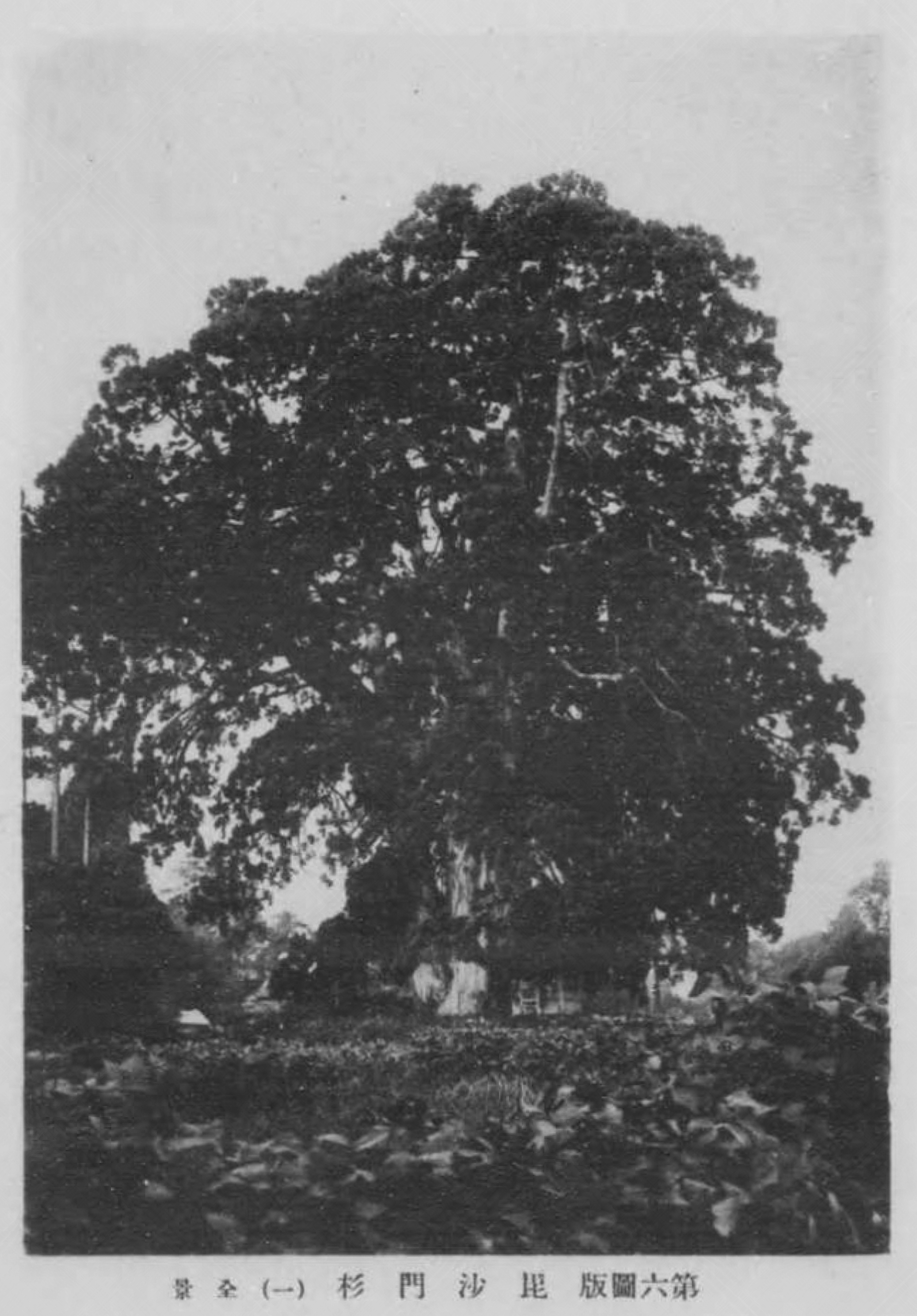
北般若の毘沙門スギ（1924年）

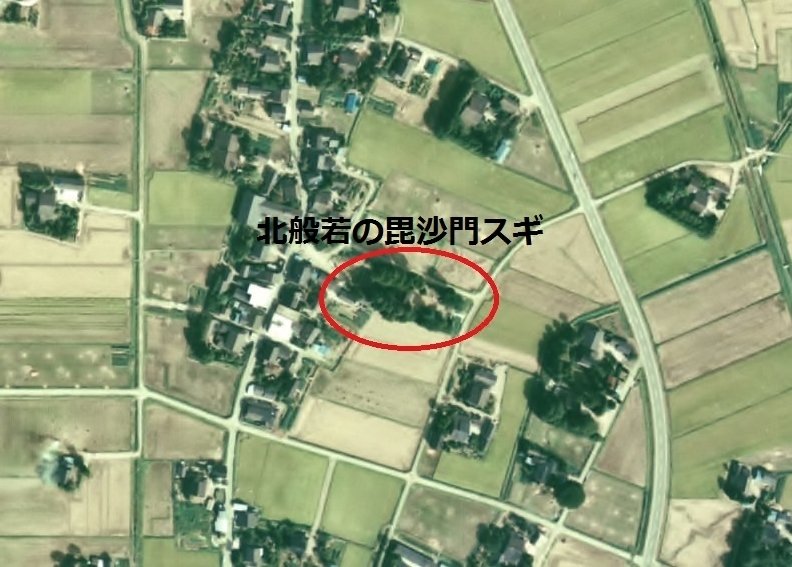
北般若の毘沙門スギ付近の空中写真。
台風で倒伏する以前の、1975年（昭和50年）の撮影。赤い円で囲った巨木が「北般若の毘沙門スギ」である。
。（1975年撮影）

北般若の毘沙門スギ（きたはんにゃのびしゃもんスギ）は、富山県高岡市戸出西部金屋の西保神社境内に生育していたスギ（杉）の巨木である。スギの独立した大樹で遠くからもよく目立ち、1924年（大正13年）に国の天然記念物に指定された。しかし、1979年（昭和54年）に台風の被害に遭って倒伏したため、天然記念物指定を解除されている。後に根幹部を防腐加工し、永久保存するための記念堂が1980年（昭和55年）に建立されている。

## 由来
西保神社は、常福寺という寺院の跡地に鎮座している。常福寺は真言宗に属して東保郷常福寺と称し、七堂伽藍を備えた北陸地方有数の大寺院であったと伝わる。
毘沙門スギは、常福寺毘沙門堂の跡地に生育していたためこの名で呼ばれるようになった。西保神社境内にある愛宕社（毘沙門社とも呼ばれていた）の西南側にそびえ立ち、独立した大樹のため遠くからもよく目立っていた。かつて庄川が氾濫したために木の根元が埋まっていたので、真の根幹境界部は地下1メートル以上の地点に存在していた。
北般若の毘沙門スギはスギの巨木中有数のものとして、1924年（大正13年）12月9日、史蹟名勝天然紀念物保存法（当時）に基づいて国の天然記念物に指定された。名称に冠された「北般若」は、かつての村名であった。指定当時の樹齢は1300年と推定され、樹高は28.5メートル、幹周は地上1.8メートルのところで11メートルあり、地上から2.3メートルのところで4つの太い枝に分かれて伸びていた。1981年（昭和56年）刊行の『天然記念物事典』によると、根元の周囲約11.50メートル、目通り幹囲9.3メートル、太い枝が発出する地点直下の幹囲は約9.80メートルあり、4本の太い枝からは無数の細枝が分かれて伸び、幹には空洞がなく樹形はほぼ三角形を呈して東北側は中央部が突出し、壮大な樹勢を見せていた。
北般若の毘沙門スギは1979年（昭和54年）9月4日に台風12号の被害を受けて倒伏し、同年9月29日に国の天然記念物の指定は解除された。地元の人々はこの木を偲んで残った根幹部を防腐加工して永久に保存することとし、1980年（昭和55年）7月に記念堂（毘沙門堂）を建立した。毘沙門堂は建立後30年以上経過して老朽化が進んだため、地元の自治会は高岡市の補助を受けて2012年（平成24年）9月末に改修工事を完了させている。毘沙門スギ跡地近くに位置する北般若郵便局では、1999年1月から毘沙門スギ跡の碑、毘沙門堂、そして立山連峰をデザインした風景印の使用を開始している。

## 交通アクセス
所在地
- 富山県高岡市戸出西部金屋396番地

交通
- 能越自動車道「高岡IC」より車で10分[8]。